# Riviera (Fernsehserie)
Riviera ist eine britische Fernsehserie mit Julia Stiles in der Hauptrolle, die von Neil Jordan für den Pay-TV-Sender Sky Atlantic entwickelt wurde.
Die Premiere der Serie war am 15. Juni 2017 auf Sky Atlantic in Großbritannien und Irland. Im deutschsprachigen Raum startete die Serie am 16. Juni 2017 auf Sky Atlantic.
Im Mai 2019 wurde die Serie um eine dritte Staffel verlängert, die im Dezember 2020 auf Sky Atlantic HD ausgestrahlt wurde.

## Handlung
Das entspannte Luxusleben der Kunstexpertin Georgina Clios findet ein plötzliches Ende, als ihr Millionärsgatte Constantine bei einer unerklärlichen Explosion auf der riesigen Jacht eines russischen Oligarchen und Waffenhändlers ums Leben kommt. Georgina vermutet schnell, dass hinter der Explosion mehr steckt als ein Unfall. Auf der Suche nach den wahren Hintergründen der Tragödie blickt sie hinter den glitzernden Vorhang des Luxuslebens an der französischen Riviera und entdeckt einen Abgrund aus Lügen, Gier und Verbrechen. Um das legendäre Familienanwesen und ihre Familie zu beschützen, begibt sich Georgina immer wieder in Gefahr und muss das riskante Spiel mitspielen. Dabei geht es auch für sie um das reine Überleben.

## Besetzung und Synchronisation
Die deutschsprachige Synchronisation der Serie erfolgt durch Interopa Film in Berlin unter Dialogbuch von Jürgen Wilhelm, der auch die Dialogregie übernahm.
| Rollenname        | Schauspieler     | Synchronsprecher  | Hauptrolle (Episoden) | Nebenrolle (Episoden)      |
| ----------------- | ---------------- | ----------------- | --------------------- | -------------------------- |
| Georgina Clios    | Julia Stiles     | Ranja Bonalana    | 1.01–                 |                            |
| Christos Clios    | Dimitri Leonidas | Fabian Oscar Wien | 1.01                  |                            |
| Adriana Clios     | Roxane Duran     | Lina Rabea Mohr   | 1.01–                 |                            |
| Adam Clios        | Iwan Rheon       | Konrad Bösherz    | 1.01–1.10             |                            |
| Irina Clios       | Lena Olin        | Arianne Borbach   | 1.01–                 |                            |
| Delormes          | Amr Waked        | Alexander Doering | 1.01–                 |                            |
| Robert Carver     | Adrian Lester    | Christoph Banken  | 1.01–                 |                            |
| Constantine Clios | Anthony LaPaglia | K. Dieter Klebsch |                       | 1.01–1.09                  |
| Nico Eltham       | Jack Fox         | Henning Nöhren    |                       | 2.01–2.10, 3.02–3.04, 3.07 |
| Geoffrey Anderton | Nicholas Rowe    | Nicolas Böll      |                       | 1.01–1.07                  |
| Fatima            | Olivia Popica    | Damineh Hojat     |                       | 1.04–1.06, 1.08–1.09       |
| Gabriel Hirsh     | Rupert Graves    | Frank Röth        |                       | 3.01–3.08                  |

## Episodenliste

### Staffel 1
| Nr. | Deutscher Titel   | Originaltitel       | Erstausstrahlung Großbritannien | Deutschsprachige Erstausstrahlung (D/A) | Regie             | Drehbuch                    | Zuschauer (UK) |
| --- | ----------------- | ------------------- | ------------------------------- | --------------------------------------- | ----------------- | --------------------------- | -------------- |
| 1   | Was ist Geld?     | Villa Carmella      | 15. Juni 2017                   | 16. Juni 2017                           | Philipp Kadelbach | Neil Jordan & John Banville | 1,2 Mio.       |
| 2   | Das Testament     | Faussaires          | 15. Juni 2017                   | 23. Juni 2017                           | Philipp Kadelbach | Neil Jordan & John Banville | 1,7 Mio.       |
| 3   | Familienbande     | La chambre secrète  | 15. Juni 2017                   | 30. Juni 2017                           | Damon Thomas      | Lydia Adetunji              | N/A            |
| 4   | Der Safe-Room     | Tableaux de famille | 15. Juni 2017                   | 7. Juli 2017                            | Damon Thomas      | Chris Smith                 | N/A            |
| 5   | Die Wohltätigkeit | Elena               | 15. Juni 2017                   | 14. Juli 2017                           | Hans Herbots      | Stacey Gregg                | N/A            |
| 6   | Der Verrat        | Travail d’artiste   | 15. Juni 2017                   | 21. Juli 2017                           | Hans Herbots      | Stacey Gregg                | N/A            |
| 7   | Die Abrechnung    | Le Don              | 15. Juni 2017                   | 28. Juli 2017                           | Adrian Lester     | Lydia Adetunji              | N/A            |
| 8   | Der Austausch     | La Clé              | 15. Juni 2017                   | 30. Juli 2017                           | Adrian Lester     | Stacey Gregg                | N/A            |
| 9   | Der Schlüssel     | OEil pour oeil      | 15. Juni 2017                   | 6. Aug. 2017                            | Paul Walker       | Guy Burt                    | N/A            |
| 10  | Die Vergeltung    | À la vue de tous    | 15. Juni 2017                   | 6. Aug. 2017                            | Paul Walker       | Guy Burt & Sophie Petzal    | N/A            |

### Staffel 2
| Nr. | Deutscher Titel       | Originaltitel              | Erstausstrahlung Großbritannien | Deutschsprachige Erstausstrahlung (D/A) | Regie            | Drehbuch       | Zuschauer (UK) |
| --- | --------------------- | -------------------------- | ------------------------------- | --------------------------------------- | ---------------- | -------------- | -------------- |
| 1   | Mord                  | I Saw What You Did         | 23. Mai 2019                    | 15. Aug. 2019                           | Hans Herbots     | Gabby Asher    | N/A            |
| 2   | Underworld            | Revelations                | 23. Mai 2019                    | 15. Aug. 2019                           | Hans Herbots     | Gabby Asher    | N/A            |
| 3   | Beerdigung            | Through The Closed Doors   | 30. Mai 2019                    | 22. Aug. 2019                           | Hans Herbots     | Matt Evans     | N/A            |
| 4   | Stolpersteine         | Renaissance                | 6. Juni 2019                    | 22. Aug. 2019                           | Paul Walker      | Steve Bailie   | N/A            |
| 5   | Restitution           | Sad Birthday               | 13. Juni 2019                   | 29. Aug. 2019                           | Paul Walker      | Steve Bailie   | N/A            |
| 6   | Erbsünde              | Remorse                    | 20. Juni 2019                   | 29. Aug. 2019                           | Paul Walker      | Damian Wayling | N/A            |
| 7   | Blutlinie             | On The Ruins Of Our Dreams | 27. Juni 2019                   | 5. Sep. 2019                            | Destiny Ekaragha | Liz Lake       | N/A            |
| 8   | Besessenheit          | Developed                  | 4. Juli 2019                    | 5. Sep. 2019                            | Destiny Ekaragha | Matt Evans     | N/A            |
| 9   | Kollateralschaden     | On The Way To Truth        | 11. Juli 2019                   | 12. Sep. 2019                           | Hans Herbots     | Matt Evans     | N/A            |
| 10  | Der Tod steckt in ihr | Water And Fire …           | 18. Juli 2019                   | 12. Sep. 2019                           | Hans Herbots     | Gabby Asher    | N/A            |

### Staffel 3
Die dritte Staffel wurde im Vereinigten Königreich am 15. Oktober 2020 zeitgleich mit Ausstrahlungsbeginn auf Sky Atlantic auf den Online-Diensten von Sky veröffentlicht. Im deutschsprachigen Raum startete die lineare Ausstrahlung auf Sky Atlantic am 17. Dezember 2020. Parallel dazu wurden an diesem Tag bereits alle acht Episoden bei Sky Go und Sky Ticket zum Abruf bereitgestellt.
| Nr. | Deutscher Titel                        | Originaltitel | Erstausstrahlung Großbritannien | Deutschsprachige Erstausstrahlung (D/A) | Regie               | Drehbuch           | Zuschauer (UK) |
| --- | -------------------------------------- | ------------- | ------------------------------- | --------------------------------------- | ------------------- | ------------------ | -------------- |
| 1   | Wir gehören zu den Guten               | Episode 1     | 15. Okt. 2020                   | 17. Dez. 2020                           | Paul Walker         | John Jackson       | N/A            |
| 2   | Geschäftemachen hat seinen Preis       | Episode 2     | 22. Okt. 2020                   | 17. Dez. 2020                           | Paul Walker         | John Jackson       | N/A            |
| 3   | Wer ohne Sünde, werfe den ersten Stein | Episode 3     | 29. Okt. 2020                   | 17. Dez. 2020                           | Paul Walker         | Matt Evans         | N/A            |
| 4   | Eingesperrt                            | Episode 4     | 5. Nov. 2020                    | 24. Dez. 2020                           | Sarah Harding       | Matt Evans         | N/A            |
| 5   | Buenos Aires                           | Episode 5     | 12. Nov. 2020                   | 24. Dez. 2020                           | Sarah Harding       | Steve Bailie       | N/A            |
| 6   | Tag der Entscheidung                   | Episode 6     | 19. Nov. 2020                   | 24. Dez. 2020                           | Óskar Thór Axelsson | Damian Wayling     | N/A            |
| 7   | Die unsterblichen Zwölf                | Episode 7     | 26. Nov. 2020                   | 31. Dez. 2020                           | Óskar Thór Axelsson | Catherine Tregenna | N/A            |
| 8   | Unsterblichkeit                        | Episode 8     | 3. Dez. 2020                    | 31. Dez. 2020                           | Óskar Thór Axelsson | Steve Bailie       | N/A            |

## Kritik
Im deutschsprachigen Raum erhielt Riviera ein überwiegend positives Medienecho.

„Glamour, Thrill und Intrigen: "Riviera" bietet reichlich Schaueffekte auf, aber noch mehr Verwicklungen samt dubioser Nebenfiguren, was dann schon mal in einem plötzlichen Todesfall gipfelt. […] Wenn die Krimihandlung dann mit Georginas Rachefantasie verziert wird und der Soap-Charakter des Ganzen offenbar wird, erinnert man sich nicht zufällig an die Straßenfeger der Achtzigerjahre - an "Dallas" und "Denver Clan".“

„Was Neil Jordan, der schon die Idee für die historisch-fiktionale Fernsehserie „Die Borgias“ entwickelt hat, bei „Riviera“ ins Werk setzt, ist allerdings weniger ein packender Thriller oder eine tragische Familiengeschichte, sondern ein Schwelgen in Eleganz. Set, Ausstattung und Kostüme sind vom Feinsten. […] „Riviera“ lädt in zehn Folgen dazu ein, in seine Welt der schönen Amoral einzutauchen.“